# Dionisio Borda
Dionisio Borda (San Juan Bautista, Misiones, Paraguay; 12 de septiembre de 1949) es un economista e investigador paraguayo que ha sido ministro de Hacienda del Paraguay en dos ocasiones (de 2003 a 2005 y de 2008 a 2012).

## Estudios
Borda posee numerosos estudios tanto en el Paraguay como en el extranjero. Ha estudiado Maestrías en Economía en la Universidad de Wisconsin-Madison, EE. UU. (1984) y en la Universidad de Massachusetts, Amherst, EE. UU. (1986). Además, posee un Ph.D en Economía también por la Universidad de Massachusetts Amherst (1992).

## Investigación
Aparte de los trabajos realizados a nivel gubernamental, durante décadas Borda ha desarrollado trabajos de investigación, principalmente desde el CADEP (Centro de Análisis y Difusión de la Economía Paraguaya), organización que fundó junto con Fernando Masi (1990), y desde donde ha publicado numerosas investigaciones que le han generado distinciones y reconocimientos.

## Gestiones como ministro de Hacienda
El estilo de gestión de Borda en cuestiones económicas fue valorado tanto por partidos políticos de derecha como de izquierda. Ha sido resaltado el hecho de que Borda ha sido considerado por gobiernos de presidentes con ideologías casi opuestas, habiéndose él mantenido alejado de las cuestiones políticas partidarias. Si bien ha sido calificado como "neoliberal" y "tributarista" por sus críticos, también ha sido elogiado por su capacidad de gestión.
Su primera gestión, bajo las órdenes del entonces presidente del Paraguay Nicanor Duarte Frutos, fue entre el 15 de agosto de 2003 y el 20 de mayo de 2005. Lideró el plan de estabilización macroeconómica y la institucionalización del Ministerio de Hacienda. Luego, renunció por tensiones generadas entre Borda, el presidente y otros políticos miembros del Partido Colorado.
Su segunda gestión, en el gobierno del expresidente Fernando Lugo, se desarrolló entre el 15 de agosto de 2008 y el 22 de junio de 2012. Condujo la economía paraguaya manteniendo la disciplina fiscal y aplicando medidas contracíclicas cuando la economía experimentó dos años de recesión. Luego, renunció por no estar de acuerdo con la destitución de Lugo por medio de un juicio político.
Con críticas y elogios, Borda es recordado por haber iniciado un importante proceso de estabilización económica en el Paraguay que se mantuvo incluso en el gobierno de Horacio Cartes, quien ha reconocido el valor de su aporte al haberlo nombrado como miembro de una Comisión Internacional constituida conjuntamente por el Ministerio de Hacienda del Paraguay y el Banco Mundial. Sin embargo, por diferencias con políticas del gobierno de Cartes, Borda presentó su renuncia a dicha comisión en abril del 2017.